# WordPad
 (août 2009).
Si vous disposez d'ouvrages ou d'articles de référence ou si vous connaissez des sites web de qualité traitant du thème abordé ici, merci de compléter l'article en donnant les références utiles à sa vérifiabilité et en les liant à la section « Notes et références ».
Chronologie des versions
Windows Write
WordPad est un logiciel de traitement de texte de base qui est inclus dans toutes les versions de Windows à partir de 95.
Il permet une mise en forme basique et l’impression. Il ne comprend ni correcteur orthographique ni gestion des styles. Il est bon pour écrire des lettres ou des textes courts mais n’est pas assez puissant pour de nombreuses tâches ou pour rédiger de longs rapports avec des graphiques ou de longs textes, tels des thèses ou des livres.
Le 1er septembre 2023, Microsoft a annoncé que WordPad ne recevra plus de mises à jour et sera retiré des futures versions de Windows, et recommande l'utilisation du Bloc-notes pour l'édition des fichiers en texte brut, et de Microsoft Word pour les documents contenant du texte enrichi (comme les fichiers .rtf ou .docx). À partir de Windows 11 build 26020, Wordpad n'est plus disponible sur les nouvelles installations de Windows et il est prévu à terme qu'il soit supprimé par des futures mises à jour.

## Format de sauvegarde des données
WordPad est compatible avec le format RTF, ainsi qu’avec les fichiers « Word 6.0 pour Windows » et les versions précédentes de Word. WordPad pour Windows Vista ne peut sauvegarder sous le format DOC (mais seulement TXT ou RTF). WordPad permet également, à partir de Windows 7, de sauvegarder aux formats ODT et OOXML.
WordPad est le seul produit officiellement maintenu par Microsoft (sauf Word) qui peut lire ou convertir des fichiers WRI créés par Microsoft Write mais ne peut pas sauvegarder sous ce format.

## Positionnement
WordPad a été introduit en premier lieu dans Windows 95 pour remplacer Microsoft Write qui était intégré dans les versions précédentes de Windows. Le code-source de WordPad est distribué par Microsoft comme exemple dans Microsoft Foundation Class Library 3.2 et plus, soit peu avant la sortie de Windows 95. Il est toujours possible de le télécharger sur le site MSDN.
WordPad est préinstallé en tant que composant du système Windows. Il s’agit d’un traitement de texte limité en comparaison avec d’autres disponibles gratuitement, tels que AbiWord ou OpenOffice.org Writer. Cette limitation pourrait être volontaire de la part de Microsoft, afin d’inciter à l’achat de Microsoft Word[réf. nécessaire].